# La frontera de Dios
La frontera de Dios és una pel·lícula espanyola de drama estrenada el 1965, dirigida per César Fernández Ardavín. Es tracta d'una adaptació de la novel·la homònima de José Luis Martín Descalzo que va ser guardonada amb el Premi Nadal en 1956.

## Sinopsi
Els habitants d'un poble castellà sofreixen una severa sequera que provoca que perdin la fe en Déu. Solament un dels veïns continuarà creient i això provocarà que tot el poble descarregui en ell la seva ira pel que estan vivint.

## Repartiment
- Enrique Ávila
- José Marco Davó
- Manuel Manzaneque
- Enriqueta Carballeira
- Julia Gutiérrez Caba
- Concha Velasco
- Ángel Álvarez
- Mercedes Barranco
- Frank Braña

## Premis
Als Premis del Sindicat Nacional de l'Espectacle de 1963 va rebre el premi a la millor actriu secundària (Enriqueta Carballeira) i el premi a la millor banda sonora (Regino Sainz de la Maza)